# Ульшин, Игорь Константинович
Игорь Константинович Ульшин (род. 17 июня 1965, Новосибирск) — советский и российский хоккеист, нападающий. Тренер.

## Биография
Воспитанник новосибирской «Сибири», тренер Виктор Звонарёв. Выступал за команды «Сибирь» (1982/83, 1987/88 — 1911/92, 1994/95, 1996/97), СКА Новосибирск (1983/84 — 1984/85), «Молот» Пермь (1985/86 — 1986/87), «Металлург» Магнитогорск (1992/93 — 1993/94), «Сибирь-2» (1996/97 — 1997/98, 2001/02 — 2003/04).
Лучший бомбардир «Металлурга» в сезоне 1992/93.
Победитель хоккейного турнира зимней Универсиады 1989 года. Серебряный призёр хоккейного турнира зимней Универсиады 1991 года.
Тренер в команде «Сибирь-2» (2003/04 — 2004/05).
Сын Александр (род. 1991) играл за «Сибирь-2» / «Сибирских снайперов» в сезонах 2007/08 — 2010/11.